# Херардо Мартіно
Херардо Даніель «Тата» Мартіно (ісп. Gerardo Daniel Martino; нар. 20 листопада 1962 року, Росаріо, Аргентина) — колишній аргентинський футболіст, нині тренер, головний тренер клубу «Інтер Маямі».

## Біографія
Велику частину кар'єри Херардо провів у клубі «Ньюелз Олд Бойз»  зі свого рідного міста Росаріо. Рекордсмен клубу за кількістю проведених матчів у всіх турнірах (505). Також у 2003 році в результаті опитування його визнали найкращим гравцем «Ньюелз» за всю історію. 
У лютому 2007 року очолив збірну Парагваю. На Кубку Америки збірна Парагваю у групі виступила непогано, посівши друге місце. Але в плей-офф, в першому ж матчі зі збірною Мексики Парагвай зазнав нищівної поразки з рахунком 0:6. У відбірковому турнірі на Чемпіонат світу «гуарані» посіли третє місце, після Бразилії і Чилі. На ЧС Парагвай зайняв перше місце в групі і в 1/8 фіналу переміг Японію. 3 липня парагвайці програли в чвертьфіналі збірній Іспанії з рахунком 0:1. Після завершення Кубка Америки 2011 року, на якому Парагвай зайняв 2-е місце, Херардо подав у відставку.
23 липня 2013 «Барселона» офіційно оголосила про призначення Херардо Мартіно на пост головного тренера. Контракт було розраховано на два роки, втім Мартіно пропрацював у каталонському клубі лише один сезон, в якому його підопічні не змогли виграти жодного турніру за винятком здобуття Суперкубка Іспанії.
12 серпня 2014 року був представлений новим головним тренером національної збірної Аргентини, проте незабаром після програшу у фіналі Кубка Америки 2016 року, 5 липня 2016 був звільнений
.
Згодом, пропрацювавши два роки у США з командою «Атланта Юнайтед», на початку 2019 року повернувся до роботи на рівні збірних, очоливши національну команду Мексики. Того ж року привів мексиканську команду до її восьмої в історії перемоги на Золотому кубку КОНКАКАФ.

## Досягнення

### Як гравець
- Чемпіон Аргентини: 1987/88, 1990/91, 1992 (Клаусура)

### Як тренер
- Чемпіон Парагваю: 2002, 2003, 2004, 2006
- Володар Суперкубка Іспанії: 2013
- Футбольний тренер року в Південній Америці: 2007
- Володар Золотого кубка КОНКАКАФ: 2019
- Срібний призер Золотого кубка КОНКАКАФ: 2021
- Срібний призер Кубка Америки: 2011, 2015, 2016